# 에우제니오 스칼파리
에우제니오 스칼파리(이탈리아어: Eugenio Scalfari 이탈리아어: [euˈdʒɛnjo ˈskalfari], 1924년 4월 6일~2022년 7월 14일)는 이탈리아의 기자, 잡지 《레스프레소》의 전 편집장(1963~1968), 이탈리아 의회의 전 하원의원 (1968~1972), 신문 《레푸블리카》의 공동창간자이자 전 편집장(1976~1996)이다.

## 활동
언론과 정치에 관심을 가지고 법대를 졸업한 스칼파리는 전후 영향력 있던 잡지인 《몬도》와 《레우로페오》에서 일했다. 1955년 그는 급진당의 창당자 중 한 명이 되었다.
1955년 10월에는 올리베티 타자기 사업주이자 진보주의자 기업가인 아드리아노 올리베티의 자본금으로 아리고 베네데티와 협력하여 이탈리아 유수의 시사잡지 《레스프레소》를 공동 창간했다. 《레우로피오》(1945~1954)의 총괄을 맡은 적이 있어 경험이 있던 베네데티는 스칼파리에게 자리를 넘긴 1963년까지 초대 편집장을 맡았다.
1968년 스칼파리는 이탈리아 사회당(Partito Socialista Italiano, PSI)과 협력하고 무소속으로 1968년 총선에 출마하여 이탈리아 하원의원(1968~1972)에 당선되었고, 편집장 자리를 잔니 코르비에게 넘겼다.
1976년 1월 그루포 에디토리알레 레스프레소는 아르놀도 몬다도리 에디토레와의 합작투자로 중도좌파 성향의 일간신문 《레푸블리카》도 창간했다. 스칼파리는 레푸블리카의 편집장이 되었고 1996년까지 자리를 유지했다. 이미 포화상태인 이탈리아 신문 시장에서 그런 식의 창업이 성공을 거둘 수 있다고 믿는 사람은 거의 없었으나, 스칼파리의 능숙한 편집 수완 하에 《레푸블리카》는 전국신문에서 판매부수와 지위 모두 명성있는 경쟁사 《코리에레 델라 세라》와 대등한 수준까지 번창했다.
스칼파리는 《레푸블리카》와 《레스프레소》 모두 지금까지 활동하고 있다. 또한 《공화국의 가을》(l’Autunno della Repubblica, 1969)과 소설 《미로》(Il Labirinto, 1998)를 비롯한 저서 몇 권을 출간해 왔다.

## 참고 서적
- Cento Bull, Anna (2007). Italian Neofascism: The Strategy of Tension and the Politics of Nonreconciliation, Oxford: Berghahn Books, ISBN 1-84545-335-2